# Giovanni Maria Gabrielli
Giovanni Maria Gabrielli OCist (ur. 10 stycznia 1654 w Città di Castello, zm. 17 września 1711 w Capraroli) – włoski kardynał.

## Życiorys
Urodził się 10 stycznia 1654 roku w Città di Castello. Wstąpił do zakonu cystersów i przyjął święcenia kapłańskie. Następnie był wykładowcą filozofii i teologii i kilkakrotnie odmawiał przyjęcia sakry i objęcia diecezji. 14 listopada 1699 roku został kreowany kardynałem prezbiterem i otrzymał kościół tytularny Santa Pudenziana. W latach 1709–1710 pełnił rolę kamerlinga Kolegium Kardynałów. Zmarł 17 września 1711 roku w Capraroli.